# 仕 (シャンチー)

仕、士の駒

「仕」、「士」（し、拼音: shì シィー）は、シャンチー（中国象棋）の駒であり、それぞれのプレーヤーが2枚ずつ持つ。紅方（先手）は「仕」または「侍」。黒方（後手）は「士」。
仕、士は「九宮」の対角線に沿って1マスずつ前進あるいは後退できるが、「九宮」から出たり、水平に移動したりすることはできない。仕、士が前に1歩進む動き「上仕」または「撐仕」、後ろに1歩下がる動きは「落仕」と呼ばれる。
仕あるいは「侍」は侍衛、すなわち元帥に仕える人物である。士は衛士であり、将軍の傍で護衛する人物である。